# Sumata
Sumata (jap. dosł. prawdziwe krocze) – japońska nazwa odmiany seksu bez penetracji, popularna w japońskich domach publicznych.
Polega na pobudzaniu członka klienta przez rytmiczne pocieranie go za pomocą ud. Główną zasadą sumaty jest doprowadzenie klienta do wytrysku bez stosunku pochwowego.